# Vaccí contra la varicel·la

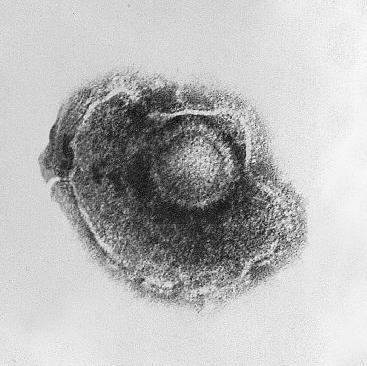
virus de la varicel·la

El vaccí contra la varicel·la o vacuna contra la varicel·la és una vacuna que s'administra amb dues dosis, en el medi escolar, als joves de 12 anys que no l'hagin rebut anteriorment ni hagin passat la malaltia. En la infància està indicada la vaccinació, amb dues dosis als afectats de determinades malalties que en cas de coincidir amb una varicel·la podrien patir greus complicacions.
Des de 2013 el Ministeri de Sanitat espanyol ha restringit la venda del vaccí a les oficines de farmàcia.